# Гейве
Гейве (тур. Geyve) — город и район в провинции Сакарья (Турция).

## История
Эти места были населены с античных времён. Ими владели греки, римляне, византийцы, турки-сельджуки, и в итоге они вошли в состав Османской империи.